# Tiefsee-Plattköpfe
Die Tiefsee-Plattköpfe (Bembridae) sind eine Familie der Barschartigen (Perciformes). Sie leben in Tiefen von 150 bis 650 Metern im Indopazifik vom Golf von Aden und Südafrika über Japan, Hawaii bis Peru. 

## Merkmale
Die Fische sind langgestreckt und haben einen zylindrischen, mit Ctenoidschuppen bedeckten Körper. Sie werden elf bis 30 Zentimeter lang und sind meist von rötlicher Farbe. Ihr Kopf ist mäßig bis deutlich abgeflacht, das große Maul mit Zähnen auf den Kieferrändern, dem Pflugscharbein und dem Gaumenbein besetzt. Die Bauchflossen befinden sich direkt unter dem Brustflossenansatz. Sie werden von einem Flossenstachel und fünf Weichstrahlen gestützt. Die Brustflossen haben 21 bis 27 Flossenstrahlen, die erste Rückenflosse hat sechs bis zwölf Hartstrahlen, die zweite acht bis zwölf Weichstrahlen. Die Wirbelzahl liegt bei 26 bis 27. Die Seitenlinie ist vollständig. Den Bodenbewohner fehlt die Schwimmblase. Sie ernähren sich räuberisch von kleinen Tieren.

## Systematik
- Bambradon Jordan & Richardson, 1908
  - Bambradon laevis (Nyström, 1887)
- Bembras Cuvier in Cuvier & Valenciennes, 1829, (Typusgattung)
  - Bembras adenensis Imamura & Knapp, 1997
  - Bembras andamanensis Imamura et al., 2018[1]
  - Bembras japonica Cuvier, 1829
  - Bembras leslieknappi Imamura et al., 2018[1]
  - Bembras longipinnis Imamura & Knapp, 1998
  - Bembras macrolepis Imamura, 1998
  - Bembras megacephala Imamura & Knapp, 1998
- Brachybembras Fowler, 1938
  - Brachybembras aschemeieri  Fowler, 1938
- Parabembras Bleeker, 1874A Parabembras curta, B P. robinsoni, C P. multisquamata

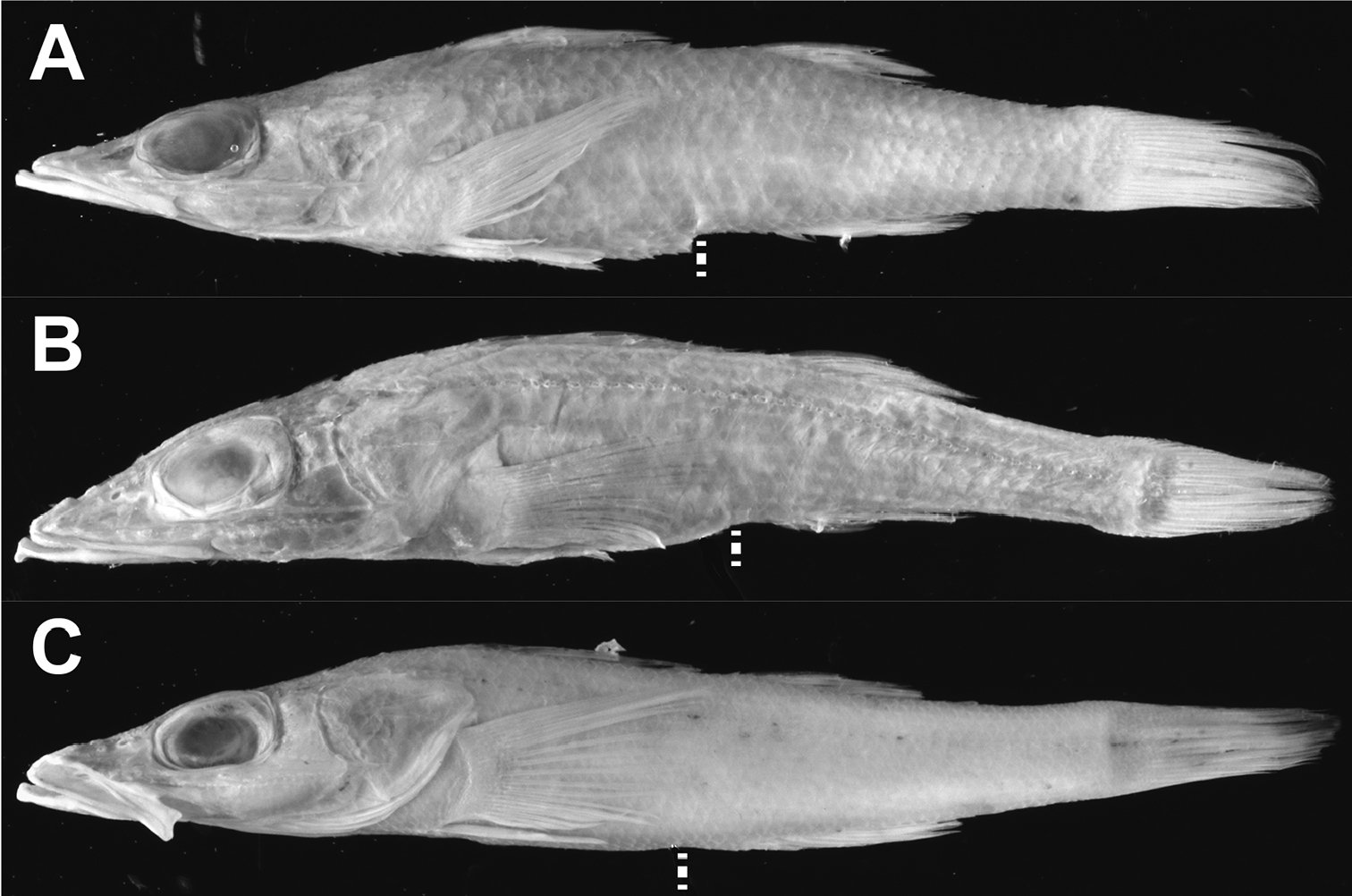
A Parabembras curta, B P. robinsoni, C P. multisquamata

  - Parabembras curtus (Temminck & Schlegel, 1843)
  - Parabembras multisquamata Kai & Fricke, 2018
  - Parabembras robinsoni Regan, 1921

Die Gattung Bembradium, die ursprünglich ebenfalls zu den Bembridae gehörte, wurde Anfang 2018 in die Familie Plectrogeniidae gestellt.